# Arsenbrackebuschite
La arsenbrackebuschite (simbolo IMA: Abbs) è un raro minerale del supergruppo della brackebuschite; appartiene alla famiglia dei "fosfati, arseniati e vanadati" e possiede composizione chimica Pb2(Fe3+,Zn)(AsO4)2(OH,H2O).

## Etimologia e storia
Il nome al minerale è stato dato nel 1976 da Wolfgang Hofmeister ed Ekkehart Tillmanns in allusione al fatto che l'arsenbrackebuschite è l'analogo dell'arsenico della brackebuschite. In particolare l'arsenbrackebuschite è un arseniato (perché nel minerale è presente il gruppo AsO4), mentre la brackebuschite è un vanadato (avendo essa il gruppo VO4).

## Classificazione
La classica nona edizione della sistematica dei minerali di Strunz, aggiornata dall'Associazione Mineralogica Internazionale (IMA) fino al 2009, elenca l'arsenbrackebuschite nella classe "8. Fosfati, arseniati, vanadati" e da lì nella sottoclasse "8.B Fosfati, ecc., con anioni aggiuntivi, senza H2O"; questa viene suddivisa più finemente in base alla dimensione dei cationi coinvolti e al rapporto tra anione idrossile e gruppo RO4 (dove in questo caso R=As), in modo tale da trovare l'arsenbrackebuschite nella sezione "8.BG Con cationi di media e grande dimensione, (OH, ecc.):RO4 = 0,5:1" dove forma il sistema nº 8.BG.05 insieme ad arsentsumebite, bearthite, brackebuschite, bushmakinite, calderónite, feinglosite, gamagarite, goedkenite, tokyoite e tsumebite.
Tale classificazione resta invariata anche nell'edizione successiva, proseguita dal database "mindat.org" e chiamata Classificazione Strunz-mindat, nella quale all'interno del sistema 8.BG.05 fanno la loro comparsa anche il minerale ferribushmakinite, un possibile analogo dell'arsenico della tokyoite e un minerale ancora senza nome designato come UM1994-19-PO:CuHMoPb.
Nella Sistematica dei lapis (Lapis-Systematik) di Stefan Weiß l'arsenbrackebuschite si trova nella classe dei "fosfati, arseniati e vanadati" e nella sottoclasse dei "fosfati anidri, con anioni estranei F,Cl,O,OH"; qui è nella sezione dei "cationi medi e grandi: Mg-Cu-Zn e Ca-Na-K-Ba-Pb; gruppo della brackebuschite" dove forma il sistema nº VII/B.24 insieme ad arsentsumebite, bearthite, brackebuschite, bushmakinite, calderónite, canosioite, feinglosite, ferribushmakinite, gamagarite goedkenite, grandaite, jamesite, lulzacite, tokyoite e tsumebite.
Anche nella sistematica dei minerali secondo Dana, usata principalmente nel mondo anglosassone, l'arsenbrackebuschite è nella famiglia dei "fosfati, arseniati e vanadati"; qui è nella classe dei "fosfati [arseniati e vanadati] idrati" e nella sottoclasse dei "fosfati [arsentiati e vanadati] idrati con A2+(B2+)2(XO4) • x(H2O)", dove forma il "gruppo della brackebuschite" con il sistema nº 40.02.08 insieme alla brackebuschite.

## Abito cristallino
L'arsenbrackebuschite cristallizza nel sistema monoclino nel gruppo spaziale P21/m (gruppo nº 11) con le costanti di reticolo a = 7,763 Å, b = 6,046 Å, c = 9,022 Å e β = 112,5°, oltre ad avere 2 unità di formula per cella unitaria.

## Origine e giacitura
L'arsenbrackebuschite è stata trovata, a seconda del luogo di ritrovamento dei campioni, in fessure nella breccia di dolomite nella zona ossidata di un giacimento di minerale polimetallico idrotermale ospitato in dolomia (per campioni trovati nei pressi di Tsumeb, in Namibia), oppure in un giacimento di minerale polimetallico idrotermale di barite-fluorite (per quanto riguarda campioni rinvenuti nella miniera di "Clara", nel circondario dell'Ortenau, in Germania). La paragenesi è con anglesite, bayldonite, beudantite, mimetite e stolzite.
L'arsenbrackebuschite è piuttosto rara ed è stata trovata in pochi siti, meno di una trentina sparsi per il mondo; qui si ricorda solo la sua località tipo, la miniera di "Tsumeb" (o miniera di "Ongopolo" - 19.22704°S 17.72764°E) nei pressi di Tsumeb (regione di Oshikoto, Namibia).

## Forma in cui si presenta in natura
L'arsenbrackebuschite si presenta in minuscole piastre piatte o listelli di dimensioni fino a 0,5 mm, ma anche come grana molto fine, oppure agglomerati massicci. Il minerale è da trasparente a traslucido con lucentezza semi adamantina, semi vitrea o resinosa; il colore va da giallo ambra chiaro a marrone rossastro, mentre il colore del suo striscio giallo marroncino chiaro.